# Gente de bien
Gente de bien is een Colombiaans-Franse film uit 2014 onder regie van Franco Lolli. De film ging in première op 18 mei op het Filmfestival van Cannes in de sectie Semaine de la critique en behaalde de "Grote Prijs voor beste film" in de competitie op het Film Fest Gent 2014.

## Verhaal
Bogota, de tienjarige Eric woont samen met zijn vader Gabriël, die hij nauwelijks kent. Zijn vader heeft het moeilijk om het hoofd boven water te houden en zich bezig te houden met de relatie met zijn zoon. Maria Isabel, een vrouw waar Gabriël voor werkt als schrijnwerker, besluit de jongen onder haar vleugels te nemen.

## Rolverdeling
- Brayan Santamarià
- Carlos Fernando Perez
- Alejandra Borrero
- Santiago Martínez
- Sofía Rivas